# العلاقات الفلبينية اللبنانية
العلاقات الفلبينية اللبنانية هي العلاقات الثنائية التي تجمع بين الفلبين ولبنان.

## مقارنة بين البلدين
هذه مقارنة عامة ومرجعية للدولتين:
| وجه المقارنة                                              | الفلبين                       | لبنان                                                                |
| --------------------------------------------------------- | ----------------------------- | -------------------------------------------------------------------- |
| المساحة (كم2)                                             | 343.45 ألف                    | 10.45 ألف                                                            |
| عدد السكان (نسمة)                                         | 104.92 مليون                  | 6.10 مليون                                                           |
| الكثافة السكانية (ن./كم²)                                 | 305.49                        | 583.73                                                               |
| العاصمة                                                   | مانيلا                        | بيروت                                                                |
| اللغة الرسمية                                             | اللغة الفلبينية، لغة إنجليزية | اللغة العربية، لغة فرنسية                                            |
| العملة                                                    | بيسو فلبيني                   | ليرة لبنانية                                                         |
| الناتج المحلي الإجمالي (بليون دولار)                      | 313.60 مليار                  | 51.84 مليار                                                          |
| الناتج المحلي الإجمالي (تعادل القوة الشرائية) بليون دولار | 743.90 مليار                  | 81.54 مليار                                                          |
| الناتج المحلي الإجمالي الاسمي للفرد دولار أمريكي          | 2.90 ألف                      | 8.05 ألف                                                             |
| الناتج المحلي الإجمالي للفرد دولار أمريكي                 | 7.39 ألف                      | 17.46 ألف                                                            |
| مؤشر التنمية البشرية                                      | 0.668                         | 0.769                                                                |
| رمز المكالمات الدولي                                      | +63                           | +961                                                                 |
| رمز الإنترنت                                              | .ph                           | .lb                                                                  |
| المنطقة الزمنية                                           | توقيت الفلبين                 | ت ع م+02:00، ت ع م+03:00، توقيت شرق أوروبا، توقيت شرق أوروبا الصيفي ‏ |

## منظمات دولية مشتركة
يشترك البلدان في عضوية مجموعة من المنظمات الدولية، منها:
| علم المنظمة | اسم المنظمة                               | تاريخ انضمام الفلبين | تاريخ انضمام لبنان |
| ----------- | ----------------------------------------- | -------------------- | ------------------ |
|             | مؤسسة التنمية الدولية                     | 28 أكتوبر 1960       | 10 أبريل 1962      |
|             | يونسكو                                    | 21 نوفمبر 1946       | 4 نوفمبر 1946      |
|             | وكالة ضمان الاستثمار متعدد الأطراف        | 8 فبراير 1994        | 19 أكتوبر 1994     |
|             | الأمم المتحدة                             | 24 أكتوبر 1945       | 24 أكتوبر 1945     |
|             | الاتحاد البريدي العالمي                   | ?                    | ?                  |
|             | البنك الدولي للإنشاء والتعمير             | 27 ديسمبر 1945       | 14 أبريل 1947      |
|             | الاتحاد الدولي للاتصالات                  | 25 مايو 1912         | 12 يناير 1924      |
|             | منظمة حظر الأسلحة الكيميائية              | ?                    | ?                  |
|             | مؤسسة التمويل الدولية                     | 12 أغسطس 1957        | 28 ديسمبر 1956     |
|             | المركز الدولي لتسوية المنازعات الاستشارية | 17 ديسمبر 1978       | 25 أبريل 2003      |
|             | منظمة الشرطة الجنائية الدولية             | ?                    | ?                  |

## أعلام
هذه قائمة لبعض الشخصيات التي تربطها علاقات بالبلدين:
- جيسي مينديولا (ممثلة فلبينية، 3 ديسمبر 1992 – )

## وصلات خارجية
- موقع وزارة الخارجية الفلبينية